# Shiogama
Shiogama (塩竈市?) è una città giapponese della prefettura di Miyagi.